# Carpinus cordata
Espèce
Synonymes
- Carpinus cordata var. brevistachyus S.L.Tung[1]
- Carpinus erosa Blume[1]
- Distegocarpus cordatus (Blume) A.DC.[1]
- Distegocarpus erosa (Blume) A.DC.[1]
- Ostrya mandshurica Burdischtschew ex Trautv.[1]

Statut de conservation UICN

 LC  : Préoccupation mineure
Carpinus cordata est une espèce d'arbres de la famille des Betulaceae. Il peut mesurer jusqu’à 10 m et est souvent taillé en cube et rectangle.

## Liste des variétés
Selon BioLib (24 septembre 2019), Catalogue of Life (24 septembre 2019) et World Checklist of Selected Plant Families (WCSP) (24 septembre 2019) :
- variété Carpinus cordata var. chinensis Franch. (1899)
- variété Carpinus cordata var. cordata
- variété Carpinus cordata var. mollis (Rehder) W.C.Cheng ex F.H.Chen (1937)

Selon The Plant List (24 septembre 2019) :
- variété Carpinus cordata var. chinensis Franch.
- variété Carpinus cordata var. mollis (Rehder) W.C.Cheng ex C.Chen

Selon Tropicos (24 septembre 2019) (Attention liste brute contenant possiblement des synonymes) :
- variété Carpinus cordata var. brevistachyus S.L. Tung
- variété Carpinus cordata var. chinensis Franch.
- variété Carpinus cordata var. cordata
- variété Carpinus cordata var. mollis (Rehder) W.C. Cheng ex Chun
- variété Carpinus cordata var. oxycarpa Grossh.